# ویلکی، ساسکاچوان
ویلکی، ساسکاچوان (به انگلیسی: Wilkie, Saskatchewan) یک منطقهٔ مسکونی در کانادا است که در ساسکاچوان واقع شده‌است. ویلکی ۹٫۴۸ کیلومتر مربع مساحت و ۱٬۳۰۱ نفر جمعیت دارد.